# Simon Gamache
Simon Gamache (Thetford Mines, 3 gennaio 1981) è un ex hockeista su ghiaccio canadese.

## Palmarès

### Club
- Campionato svizzero: 1

Berna: 2009-2010
- Coppa Spengler: 1

Team Canada: 2007